# Уэбстер (тауншип, Миннесота)
Уэбстер (англ. Webster) — тауншип в округе Райс, Миннесота, США. На 2000 год его население составило 1825 человек.

## География
По данным Бюро переписи населения США площадь тауншипа составляет 92,5 км², из которых 91,0 км² занимает суша, а 1,5 км² — вода (1,60 %).

## Демография
По данным переписи населения 2000 года здесь находились 1825 человек, 599 домохозяйств и 503 семьи. Плотность населения — 20,1 чел./км².  На территории тауншипа расположено 615 построек со средней плотностью 6,8 построек на один квадратный километр. Расовый состав населения: 98,25 % белых, 0,05 % афроамериканцев, 0,77 % коренных американцев, 0,38 % азиатов, 0,16 % — других рас США и 0,38 % приходится на две или более других рас. Испанцы или латиноамериканцы любой расы составляли 0,66 % от популяции тауншипа.
Из 599 домохозяйств в 41,6 % воспитывались дети до 18 лет, в 78,1 % проживали супружеские пары, в 3,0 % проживали незамужние женщины и в 16,0 % домохозяйств проживали несемейные люди. 10,9 % домохозяйств состояли из одного человека, при том 2,3 % из — одиноких пожилых людей старше 65 лет. Средний размер домохозяйства — 3,03, а семьи — 3,29 человека.
30,2 % населения — младше 18 лет, 6,0 % — в возрасте от 18 до 24 лет, 30,5 % — от 25 до 44, 26,6 % — от 45 до 64, и 6,7 % — старше 65 лет. Средний возраст — 37 лет. На каждые 100 женщин приходилось 111,5 мужчин.  На каждые 100 женщин старше 18 приходилось 108,7 мужчин.
Средний годовой доход домохозяйства составлял 62 961 доллар, а средний годовой доход семьи —  66 912 долларов. Средний доход мужчин —  42 367  долларов, в то время как у женщин — 29 732. Доход на душу населения составил 23 040 долларов. За чертой бедности находились 2,1 % семей и 3,3 % всего населения тауншипа, из которых 2,6 % младше 18 и 5,8 % старше 65 лет.